# Ernst Bloch
Ernst Bloch (Ludwigshafen, 8 luglio 1885 – Tubinga, 4 agosto 1977) è stato uno scrittore e filosofo tedesco marxista, nonché teorico del "principio speranza" che ebbe ricadute sulla "Teologia della speranza" del protestante Jürgen Moltmann.

## Vita e opere

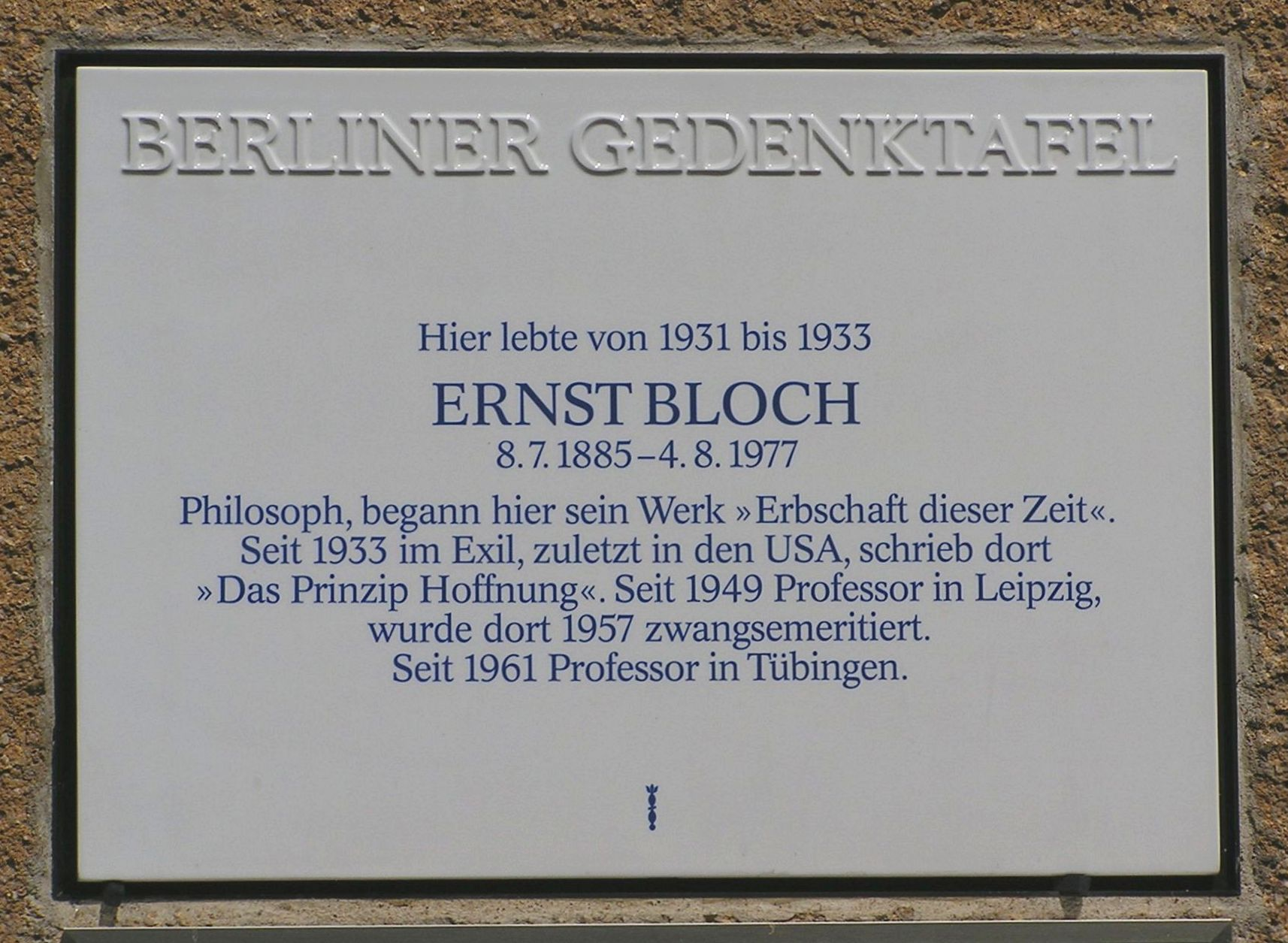
Targa commemorativa presso la casa di Bloch in Kreuznacher Strasse 52 a Berlino

Nato in una famiglia di origine ebraica del Palatinato, si laureò in filosofia nel 1908 con una tesi intitolata Disquisizioni critiche su Rickert e il problema dell'epistemologia moderna.
Nel 1913 si sposò con la scultrice Else von Stritzky (che morì nel 1921). Ad Heidelberg conobbe Max Weber, mentre a Berlino frequentò Bertolt Brecht, Kurt Weill e Theodor W. Adorno, tra gli altri. Nel 1922 si sposò con la pittrice Linda Oppenheimer. Da questo matrimonio nacque sua figlia Mirijam nel 1928, anno in cui si dissolse il matrimonio.
Nel 1933, all'avvento del nazismo in Germania, emigrò prima in Svizzera, poi in Austria, in Cecoslovacchia e in Francia, finché non si stabilì negli Stati Uniti d'America, dove scrisse la sua opera principale, "Il principio speranza", un'opera non a caso permeata dallo spirito della filosofia statunitense, da Emerson a James. Nel 1948 Bloch accettò l'incarico di professore all'Università di Lipsia, nella Repubblica Democratica Tedesca, e qui volle portare il suo contributo di filosofo marxista al fine di creare una società socialista.
Tuttavia entrò presto in conflitto con il regime della RDT, che vedeva in lui un fautore del revisionismo rispetto al marxismo ortodosso e che cercò nel 1957 di isolarlo come un "tentatore della gioventù", costringendolo a lasciare la docenza. Nel 1961 fuggì, passando per Berlino Ovest, a Tubinga, dove ottenne una cattedra universitaria.
Ne Il principio speranza (pubblicato in tre volumi dal 1953 al 1959), Bloch sosteneva che speranza e utopia sono elementi essenziali dell'agire e del pensare umano. Egli intendeva così porre in luce il contenuto utopico del pensiero di Karl Marx, il quale assume, nell'interpretazione di Bloch, una peculiare tensione messianica. Bloch tentò di stabilire un collegamento fra marxismo e Cristianesimo, poiché in quest'ultimo riconosceva un significato utopico, come speranza di una redenzione, che il marxismo avrebbe trasformato in una prospettiva rivoluzionaria.
Al tempo stesso egli interpretava il materialismo storico marxiano alla luce di elementi filosofici a esso estranei, quali il naturalismo del pensiero rinascimentale e le filosofie della natura di Wolfgang Goethe e di Friedrich Schelling, per pervenire a una nozione di materia. Contestò la linearità del concetto di progresso e insieme ridefinì il concetto di tempo:
Nel suo stile prevale un tono elevato e magniloquente, simile a quello di un profeta biblico, tuttavia punteggiato dal gusto del paradosso e da guizzi d'ironia. Tali registri stilistici rispecchiano la sua vicinanza giovanile e familiare tanto alle letture bibliche quanto all'espressionismo e alle avanguardie artistiche.
Altre opere importanti di Bloch sono: "Spirito dell'utopia" (1918); "Thomas Müntzer come teologo della rivoluzione" (1921); "Tracce" (1930); "Soggetto-Oggetto, Delucidazioni su Hegel" (1949); "Avicenna e la sinistra aristotelica" (1952); "Ateismo nel cristianesimo" (1968); "Il problema del materialismo: storia e sostanza" (1972); "Experimentum Mundi" (1975).

## Il pensiero
Da pacifista convinto, rifugiatosi allo scoppio della prima guerra mondiale in Svizzera, Bloch scrisse qui la sua prima importante opera Spirito dell'utopia (1918) dove espone il piano generale della sua ricerca filosofica.
La guerra sta dimostrando nei fatti come la cultura europea abbia fallito: bisogna quindi, per costruire una vita nuova, elaborare un nuovo concetto utopico
(E. Bloch, Spirito dell'utopia)

### L'utopia
Questo programma sarà ripreso cinquant'anni più tardi nell'opera Ateismo nel Cristianesimo (1968), dimostrazione questa della rilevanza centrale nel suo pensiero del concetto di utopia.
L'utopia di cui tratta Bloch rimanda solo genericamente al significato che il termine assumeva negli autori rinascimentali poiché per lui l'utopia non vuole intendere un contenuto utopistico, vale a dire impossibile perché privo di una qualsiasi base reale, senza un'effettiva possibilità di realizzazione, ma un contenuto utopico, non chiaramente determinabile di per sé, ma possibile, indicante la strada da percorrere per raggiungere un obiettivo lontano ma conseguibile; se si parlasse in termini politici, l'utopia di Bloch potrebbe essere assimilata a un programma politico a lunghissima scadenza.
L'utopia ha una doppia valenza: è presente in noi, come la completa realizzazione di un uomo che non è mai ancora nato, l'homo absconditus, ed è esterna a noi come la patria, dove ancora non siamo mai stati ma che sentiamo come nostra, come fine del nostro cammino.
Il marxismo ha contestato il socialismo utopistico rilevandone il carattere ideologico e alla fine facente il gioco della reazione, opponendovi un socialismo scientifico concretamente indirizzato alla realizzazione dei bisogni dell'uomo, ma i socialisti commetterebbero un errore fatale se si privassero dell'elemento utopico, lottando per necessari ma insufficienti obiettivi, se esclusivamente economici.
Il socialismo deve fare proprie le più profonde e ampie aspirazioni dell'uomo nei campi dell'arte, della religione, della filosofia, che sono quelle che lo rendono completo nella sua umanità e che gli consentono di vedere il futuro come nuovo e di sperare di realizzarlo storicamente.

### Il concetto di materia
Abbastanza semplice sulla base del materialismo storico opporre qui a Bloch l'obiezione che queste manifestazioni "spirituali" della vita dell'uomo, di cui egli rivendica l'importanza primaria, non sono alla fine che semplici sovrastrutture della strutture economiche materiali, infingimenti che alterano l'essenzialità del reale.
Consapevole di questa obiezione Bloch nell'opera Storia e contenuto del concetto di materia dà una ridefinizione del concetto marxiano di materia.
Riprendendo alcuni testi di Marx dove il concetto di materia non è inteso meccanicisticamente, ma è visto come «impulso vitale, forza espansiva...tormento della materia» Bloch risale al concetto aristotelico di materia come potenza rilevandovi due connotazioni:
- quella per cui viene definita come il complesso delle concrete possibilità oggettive,
- quella per cui può essere identificata come l'insieme delle potenzialità che si agitano, vivono in embrione in tutto ciò che ancora non è nato, realizzato.

Il primo significato caratterizza la corrente fredda del marxismo che punta l'obiettivo delle sue conquiste badando solo a ciò che è realmente conseguibile sulla base dei condizionamenti economici: in questo modo il marxismo fissa realisticamente le speranze dell'uomo sui piedi della realtà, avviandosi alla realizzazione di un'utopia concreta
Nel suo secondo significato la materia si riferisce a ogni tipo di aspirazione e di realizzazione dei più profondi e vitali interessi dell'uomo dando vita a quella corrente calda del marxismo come programma politico proiettato verso un futuro dove si realizzeranno i bisogni più nobili dell'umanità.
Questo nuovo concetto di materia amplia il significato del marxismo oltre il limite politico come rivalutazione di ogni aspetto della vita spirituale come l'arte, la filosofia, la religione ecc.

### La speranza
(Ernst Bloch, Il principio Speranza, Premessa)
Ne Il principio speranza, Bloch mostra come la coscienza anticipante dell'uomo, la sua capacità di anticipare i progetti più alti mettendo in moto lo sviluppo storico, si manifesti sia nelle piccole forme storiche come i sogni e le aspirazioni che caratterizzano la vita quotidiana, il mondo fantastico delle favole, i racconti dei film e degli spettacoli teatrali, sia nelle utopie sociali come le grandi concezioni religiose e filosofiche.
In tutte queste forme della coscienza anticipante dell'uomo, l'elemento fondamentale è la speranza, la quale non è qualcosa di puramente soggettivo ma aspetto reale dello sviluppo concreto dell'essere.
L'essere non è infatti ontologicamente definibile nella sua immediata staticità e cristallizzazione, ma il vero, vitale essere è il non-essere-ancora.
Dall'analisi della natura della coscienza anticipante dell'uomo, infatti, emerge chiaramente il non-ancora come la sua verità più profonda che dà valore reale alla speranza, intesa non più come astratto sogno campato in aria, ma come docta spes, oggettivamente basata sul dinamismo della realtà.
La speranza, allora, non è solo un atteggiamento sentimentale, ma concreta forza di voler costruire, con precisione razionale, la realtà. Così accade nell'arte e in particolare nella musica quando, sulla base di una rigorosa, reale base matematica, essa suscita in noi un flusso di sentimenti.
Tuttavia, già nell'Introduzione alla traduzione italiana di quest'opera principale di Bloch, Remo Bodei ricorda che non tutti i miti e i filosofi hanno considerato la speranza una virtù. E di ciò sembra accorgersi pure lo stesso Bloch, sia prendendo atto delle impreviste e non volute ricadute del suo pensiero sulla "Teologia della speranza" del protestante Moltmann, sia inserendo al capitolo 20 un'importante alternativa: la speranza non più come sguardo ottimisticamente diretto al futuro, bensì come immersione nelle potenzialità insite nel presente, quando l'uomo tenta di vivere cogliendo l'eternità nell'istante, il carpe aeternitatem in momento e il nunc aeternum dell'attimo oscuro.
La nostra coscienza del presente, che noi crediamo chiara, in effetti è offuscata: alla base del faro non c'è luce; noi dobbiamo dirigere la sua luce della speranza su ogni attimo della nostra vita presente, altrimenti la luce del faro si perde nella notte del futuro.

### Il futuro-nuovo
La speranza come proiettata nel divenire storico, come creatrice della storia, implicava una nuova definizione della filosofia della storia e, in quest'ambito, della dialettica sia hegeliana che marxista.
L'utopia e la speranza infatti, danno all'uomo la possibilità di anticipare quel futuro dove l'uomo stesso realizza la sua intima essenza; ma il vero futuro deve essere nuovo, non può essere qualcosa di predeterminato nel passato e nel presente così da essere prevedibile in modo del tutto certo.
La speranza è certa nella soggettività (spes qua speratur, la speranza nella quale si spera) dell'individuo ma è altrettanto incerta nella sua oggettività (spes quae speratur, la speranza che si spera), altrimenti si renderebbe nullo e inefficace il concetto stesso di speranza.
La speranza infatti è continuamente sottoposta al rischio, all'incertezza, deve continuamente lottare per il futuro-nuovo, deve sempre stare sul fronte.

### L'ottimismo militante
La speranza quindi concepita nell'ambito di un ottimismo che combatte per realizzarla, per superare il rischio ad essa connessa. Non quindi un ottimismo garantito dalla necessità infallibile delle leggi scientifiche, come auspicava un marxismo di ispirazione positivistica, né tantomeno un ottimismo assicurato dalla religione che garantisca la presenza di un ens realissimum, fonte di ogni realizzazione.
Bloch è convinto che si possa oggi fondare una filosofia della speranza basata sull'ottimismo militante che realizzi con l'impegno le possibilità future, poiché appare ormai superata ogni dottrina che basava se stessa collegandosi inesorabilmente al passato.
Già Hegel aveva tentato di svincolarsi da questo cordone ombelicale col passato mettendo al centro dello sviluppo la dialettica delle opposizioni ma poi aveva concepito l'intero processo dialettico come un tutto già completato che il pensiero dell'uomo ripercorreva nel ricordo. Riaffiorava cioè in Hegel quell'anamnesi platonica che riportava la dialettica hegeliana nell'ambito del pensiero contemplativo.

### Il recupero del pensiero hegeliano
Mentre Engels a proposito del pensiero hegeliano sosteneva che, eliminato il "sistema", si potesse accogliere il "metodo" dialettico, Bloch ritiene che invece tutta intera la filosofia hegeliana possa essere presa come valido modello di sapere confacente alla ricchezza della vita e della storia a patto però di eliminarne l'aspetto anamnestico, così come del resto era avvenuto con Marx che aveva opposto all'immobilità del pensiero contemplativo, la dinamicità di un pensiero come sintesi dialettica di teoria e prassi.
Solo a un pensiero dialettico che non perda di vista la realtà, caratterizzato da una profonda volontà di cambiamento, si aprirà la strada verso il futuro. Il pensiero hegeliano chiuso nella sua immobilità contemplativa si era rivelato incapace di fare la storia, possibilità questa ora fondata sulla concezione della teoria-prassi.
In questo modo la totalità dialettica hegeliana, non più chiusa in se stessa e predefinita, diverrà una totalità aperta al novum, una totalità utopica, dove l'utopia futura darà senso e concretezza alla speranza anticipante la realizzazione storica.

### La patria dell'identità
Compiuta l'utopia, l'uomo raggiungerà la patria dell'identità, quel marxiano regno della libertà dove soddisfatti i suoi desideri e intimi bisogni, risolverà finalmente ogni alienazione, ogni espropriazione ed estraniamento di sé da se stesso, recuperando la sua vera identità.
L'utopia compiuta realizzerà, afferma Bloch riprendendo il tema marxiano espresso nei Manoscritti economici-filosofici del 1844, la completa «umanizzazione della natura e naturalizzazione dell'uomo» risolvendo quel drammatico contrasto tra uomo e natura, soggetto e oggetto da cui era originata l'alienazione:
(E. Bloch, Il principio speranza)

## La teologia della speranza
(E. Bloch, Ateismo nel Cristianesimo. Per una religione dell'Esodo e del Regno (1968))
Questo provocatorio motto può essere considerato come sintesi del dialogo aperto da Bloch, dopo il suo ritorno nella Germania occidentale, tra la concezione marxista e la visione teologica cristiana da cui si è sviluppata la cosiddetta "teologia della speranza".
Bloch propone una nuova lettura e interpretazione della Bibbia secondo quella che egli chiama deteocratizzazione, l'eliminare cioè dai testi sacri tutto quello che viene attribuito a Dio come monarca trascendente: configurazione questa presa a giustificazione di ogni sopraffazione del potere dell'uomo sull'uomo. Bisogna invece rintracciare e mettere in rilievo quell'ideale di liberazione che attraversa tutto il testo biblico e che anticipa la finale salvezza dell'uomo.
Percorrendo la linea tracciata da Feuerbach e Marx, per cui «la critica della religione porta alla dottrina secondo la quale l'uomo è, per l'uomo, l'essere supremo; dunque essa perviene all'imperativo categorico di rovesciare tutti i rapporti nei quali l'uomo è un essere degradato, asservito, abbandonato e spregevole», Bloch giunge così a quell'ateismo umanistico che afferma l'assolutezza dell'uomo, incompatibile con l'assolutezza di Dio.
Il trascendente divino, così come appare nella Bibbia, mette in luce questo contrasto insanabile tra Dio e l'uomo, questa rivalità tra il divino e l'umano che è da superare eliminando dalla Bibbia ogni raffigurazione della trascendenza divina sostituendovi il «trascendere senza trascendenza» proprio dell'uomo che vuole essere «come Dio», senza Dio, per arrivare alla sua totale liberazione.
L'opera citata si conclude auspicando un incontro, non un compromesso, basato sul carattere umanistico che vive in entrambi, tra marxismo utopico (purificato dal materialismo meccanicistico e dagli interessi solo economici, aperto all'utopia del regno della libertà) e cristianesimo ateo (privo di elementi teocratici e finalizzato alla liberazione utopica dell'uomo).
Come il marxismo ha indicato materialmente la strada verso l'ideale utopico, così il cristianesimo ha sempre tenuto vivo nel cuore dell'uomo il desiderio utopico: ora, di comune accordo, possono avviare l'uomo verso l'utopia concreta.

## La speranza oltre la morte
In opposizione alla tradizione filosofica, che da Socrate, Platone sino ad Heidegger, fa della filosofia una scuola di preparazione alla morte, Bloch manifesta invece una fiducia di una vittoria sulla morte, sulla "lampada funebre" come egli dice, che si spegnerà con il sopravvenire di una nuova alba. Alla base di questa generica speranza c'è la considerazione invece realistica che tutta la storia dell'uomo, nella sua evoluzione, è stata guidata verso il meglio da quelle forze invisibili che noi chiamiamo Dio.
Tuttavia il problema più irrisolto di Bloch è forse quello del rapporto fra il cosmo e il suo sottoinsieme antropico, ossia: davvero la cosmogenesi è antropocentrica? Davvero l'universo è diretto al miglioramento e questo dipende dall'uomo? C'è persino chi sostiene la tesi opposta: noi umani saremmo d'intralcio e d'ostacolo per il termine della cosmo(a)gonia.

## Opere in lingua originale
- Kritische Erörterungen über Heinrich Rickert und das Problem der Erkenntnistheorie, Dissertation, 1909.
- Geist der Utopie, München 1918.
- Thomas Müntzer als Theologe der Revolution, München 1921.
- Spuren, Berlin 1930.
- Erbschaft dieser Zeit, Zürich 1935.
- Freiheit und Ordnung, Berlin, Aufbau-Verlag, 1947.
- Subjekt – Objekt, 1949.
- Christian Thomasius, 1949.
- Avicenna und die aristotelische Linke, Leipzig, Rütten und Loening, 1952.
- Das Prinzip Hoffnung, 3 Bde, 1954–1959 ISBN 3-518-28154-2
- Widerstand und Friede. Aufsätze zur Politik, Suhrkamp-Verlag, 1968, Neuausgabe 2008 mit der DVD Ernst und Karola Bloch. Die Tübinger Zeit ISBN 978-3-518-41981-6
- Spuren, 1959 ISBN 3-518-28150-X
- Naturrecht und menschliche Würde, 1961.
- Tübinger Einleitung in die Philosophie, Suhrkamp-Verlag, 1963 ISBN 3-518-10011-4
- Atheismus im Christentum, Suhrkamp-Verlag, 1968 ISBN 3-518-28163-1
- Politische Messungen, Pestzeit, Vormärz Suhrkamp-Verlag, 1970 ISBN 3-518-28160-7
- Das Materialismusproblem, seine Geschichte und Substanz, Suhrkamp-Verlag, 1972 ISBN 3-518-28156-9
- Experimentum Mundi. Frage, Kategorien des Herausbringens, Praxis, Suhrkamp-Verlag, 1975 ISBN 3-518-28164-X

## Traduzioni
- Differenziazioni nel concetto di progresso, a cura di Giancarlo Scorza, Urbino: Argalia, 1962
- Soggetto-Oggetto. Commento a Hegel, Bologna, Il Mulino, 1962
- Spirito dell'utopia, a cura di Vera Bertolino e Francesco Coppellotti, La nuova Italia, Firenze 1964, n.ed. 1980, 1993; Sansoni, Milano 2004; BUR, Milano 2009
- Dialettica e speranza, a cura di Livio Sichirollo, Vallecchi, Firenze 1967
- Ateismo nel Cristianesimo. Per la religione dell'Esodo e del Regno, trad. di Francesco Coppellotti, Feltrinelli, Milano 1971; n.ed. 2005
- Karl Marx, a cura di Remo Bodei, Il mulino, Bologna 1972; Edizioni Punto Rosso, Milano 2013
- Religione in eredità. Antologia dagli scritti di filosofia della religione, trad. di Francesco Coppellotti, Queriniana, Brescia 1979
- Experimentum Mundi. La domanda centrale, le categorie del portar fuori, la prassi, trad. di Gerardo Cunico, Queriniana, Brescia 1980
- Thomas Münzer teologo della rivoluzione, a cura di Stefano Zecchi, traduzione di Simona Krasnovsky, Feltrinelli, Milano 1981, 2010
- Filosofia del Rinascimento, a cura di Remo Bodei, Il mulino, Bologna 1981
- Marxismo e utopia, prefazione di Arno Münster, a cura di Virginio Marzocchi, Editori riuniti, Roma 1984
- Tracce, a cura di Laura Boella, Coliseum, Milano 1989; Garzanti, Milano 1994
- Sul progresso, a cura di Livio Sichirollo, Guerini, Milano 1990
- Eredità del nostro tempo, a cura di Laura Boella, Il Saggiatore, Milano 1992; Mimesis, Milano-Udine 2015
- Geographica, a cura di Laura Boella, Marietti, Genova 1992
- Il principio speranza, a cura di Remo Bodei, Garzanti, Milano 1994; n.ed. 2004
- Volti di Giano, a cura di Tomaso Cavallo, Marietti, Genova 1994
- Diritto naturale e dignità umana, trad. di Giovanni Russo, Giappichelli, Torino 2005
- La filosofia di Kant. Dalle "Leipziger Vorlesungen", a cura di Vincenzo Scaloni, Mimesis, Milano-Udine 2010
- L'idealismo tedesco e dintorni. Dalle "Leipziger Vorlesungen", a cura di Vincenzo Scaloni, Mimesis, Milano-Udine 2011
- Ornamenti. Arte, filosofia e letteratura, a cura di Micaela Latini, prefazione di Elio Matassi, Armando, Roma 2012
- Avicenna e la sinistra aristotelica, a cura di Nicola Alessandrini, Mimesis, Milano-Udine 2018
- Speranza e utopia. Conversazioni 1964-1975, Mimesis, Milano-Udine 2022